# 후지바야시 히데마로

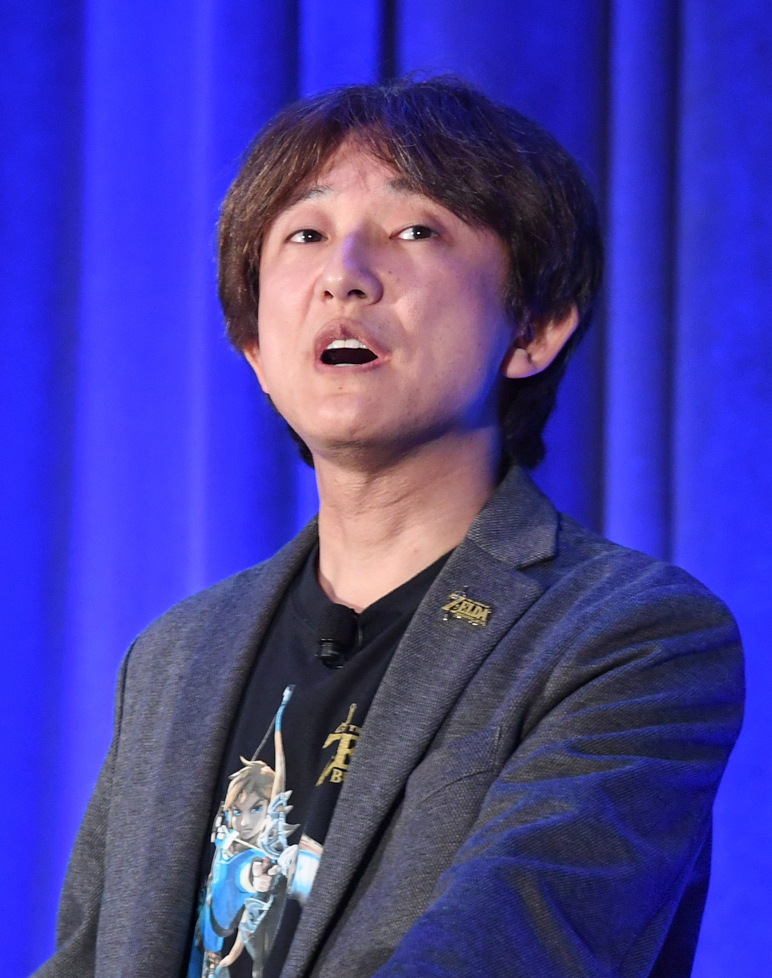

후지바야시 히데마로(藤林秀麿, 1972년 10월 1일 ~ )는 닌텐도를 위해 일하는 일본의 비디오 게임 디자이너이자 감독이다. 젤다의 전설 시리즈에 기여했다.

## 작품
- 매지컬 테트리스 챌린지
- 젤다의 전설 이상한 나무열매
- 젤다의 전설 신들의 트라이포스 & 4개의 검
- 젤다의 전설 이상한 모자
- 젤다의 전설 몽환의 모래시계
- 젤다의 전설 스카이워드 소드
- 젤다의 전설 브레스 오브 더 와일드
- 젤다무쌍 대재앙의 시대
- 젤다의 전설 티어스 오브 더 킹덤